# Franklyn Germán
Franklyn Miguel Germán Madé (nacido el 20 de enero de 1980 en San Cristóbal) es un lanzador de relevo dominicano que es actualmente un agente libre en las Grandes Ligas de Béisbol. Es un hombre particularmente grande para ser un lanzador, con 6 pies 7 pulgadas en (2.04 m) de altura y un peso de 298 libras (135 kg), lo que le da un grado de intimidación a sus bateadores oponentes. Actualmente juega para los Diablos Rojos del México en la Liga Mexicana.
Su pitcheo arsenal incluye una bola rápida de 100 mph, y un muy eficaz cambio de velocidad debido a su gran estatura. Trabaja principalmente en el relevo medio y, a veces como preparador para el cerrador del equipo.

## Carrera
Germán fue adquirido por los Tigres de Detroit el 5 de julio de 2002, en un intercambio de tres equipos entre los Tigres, los Atléticos de Oakland y los Yankees de Nueva York. Fue canjeado por Oakland junto con el primera base Carlos Peña, y el lanzador Jeremy Bonderman a Detroit a cambio del lanzador Jeff Weaver. Germán nunca jugó para Oakland, a pesar de que pasó 1997 hasta 2002 en su liga de novatos.
Durante su temporada de novato (2003), fue conocido por su cuestionables habilidad para sacarles outs a los bateadores y como resultado fue generalmente impopular entre la fanaticada de los Tigres de Detroit. Por consiguiente, estaba sujeto a una gran cantidad de críticas por parte de los fanáticos, quienes en ese momento no habían visto a su equipo terminar con un récord ganador desde 1993.
La inconsistencia de Germán sobre el montículo estuvo en contraste con los dos abridores principales de los Tigres, Bonderman y el zurdo Mike Maroth, que eran considerados poseedores del talento de Grandes Ligas, pero a menudo sufrían del poco apoyo de la ofensiva del equipo. Después de pasar gran parte de la temporada de 2004 en el equipo de Triple-A de los Tigres, Toledo Mud Hens, su trabajo en el montículo mejoró mucho, hizo el roster del Opening Day de los Tigres en 2005.
Después de una pretemporada mediocre en el 2006, los Tigres dejaron Germán desprotegido en waivers designándolo en otra asignación a Toledo. El 4 de abril de 2006, fue reclamado en waivers por los Marlins de Florida, y se ganó un lugar en su roster del Opening Day.
Germán se convirtió en agente libre tras la temporada de 2006, y el 17 de noviembre de 2006, firmó un contrato de ligas menores con los Rangers de Texas.
Germán lanzó en la apertura de la temporada 2008 contra los Marineros de Seattle el 31 de marzo de 2008. Fue la primera vez que Germán había lanzado fuera de las menores desde 2006. Fue designado para asignación por los Rangers el 21 de mayo de 2008 y el 30 de mayo declinó la asignación a las ligas menores y se convirtió en agente libre.
El 4 de junio de 2008, Germán firmó un contrato de ligas menores con los Piratas de Pittsburgh. Fue canjeado a los Medias Blancas de Chicago el 11 de agosto, y asignado al equipo de Triple-A, Charlotte Knights. Se convirtió en agente libre al final de la temporada y volvió a firmar con los Medias Blancas de Chicago. El 10 de julio de 2009, Germán fue liberado por los Medias Blancas de Chicago.

## Vida personal
Germán está casado y tiene un hijo con su esposa, Luisa. Ellos pasan las temporadas bajas en su residencia en Palenque, República Dominicana.
Su uniforme de los Marlins no incluía el acento sobre la A de su apellido, por lo que muchos espectadores que desconocen la mecánica de la lengua española se refierían a él como alemán, como si se refirieran a alguien de Alemania.